# سوائية التقرن
سَوائِيَّة التَّقَرُّن أو التَقْرَان القَوِيم (بالإنجليزية: Orthokeratosis)‏ هو حدوث فرط التقرن دون حدوث نظير التقرن، ولا يوجد أنوية في الخلايا، وتتشكل طَبقة كيراتينية عديمة النواة كما هو الحال في البشرة الطبيعية.